# Алассан Н'Дур
Алассан Н'Дур (фр. Alassane N'Dour, нар. 12 грудня 1981, Дакар) — сенегальський футболіст, що грав на позиції захисника та флангового півзахисника.
Виступав, зокрема, за клуб «Сент-Етьєн», а також національну збірну Сенегалу, у складі якої був учасником чемпіонату світу та кубка африканських націй.

## Клубна кар'єра
Н'Дур народився в Дакарі, але в молодому віці емігрував до Франції . Там він почав свою кар'єру в академії «Сент-Етьєна». У 2001 році він дебютував у першій команді в Лізі 2 і в своєму першому сезоні він зіграв 22 зустрічі, забивши 3 голи. У наступному сезоні він зіграв 18 ігор, а у сезоні 2003/04, коли його клуб виграв Лігу 2 і вийшов в елітний дивізіон, сенегалець втратив місце в команді і лише одного разу з'явився на полі в матчі чемпіонату, через що здавався в оренду в англійський «Вест-Бромвіч Альбіон» (2 матчі, 2 місце і вихід у Прем'єр-лігу).
Проте на наступний сезон ані в англійському, ані у французькому вищому дивізіоні Н'Дур не залишився і влітку 2004 року перейшов у «Труа» з Ліги 2. З цією командою він також у першому ж сезоні вийшов до Ліги 1, зігравши у сезоні 2004/05 18 ігор і забивши один гол. Проте в елітному дивізіоні знову не зміг дебютувати і протягом 2005—2007 років виступав за дублюючу команду у п'ятому за рівнем дивізіоні Франції.
У лютому 2008 року сенегальський футболіст знайшов новий клуб — англійський «Волсолл», за який забив один гол в дев'яти зустрічах у Першій футбольній лізі, і після завершення сезону покинув клуб та став вільним агентом.
Завершив професійну ігрову кар'єру у клубі «Докса Драма», за який виступав протягом сезону 2009/10 років у другому за рівнем грецькому дивізіоні.

## Виступи за збірну
2001 року дебютував в офіційних матчах у складі національної збірної Сенегалу. На початку наступного року поїхав з нею на Кубок африканських націй 2002 року у Малі, де разом з командою здобув «срібло». Влітку того ж року був учасником чемпіонату світу 2002 року в Японії і Південній Кореї. З 5-ти матчів Сенегалу на турнірі Н'Дур з'явився на полі лише в одному: у третій грі групового турніру проти збірної Уругваю. У грі з уругвайцями Алассан вийшов у стартовому складі і був замінений на 76-й хвилині на півзахисника Амді Фає.
Протягом кар'єри у національній команді, яка тривала 2 роки, провів у формі головної команди країни 9 матчів.

## Титули і досягнення
- Срібний призер Кубка африканських націй: 2002